# Victor von Halem
Victor (Vicco) von Halem (* 26. März 1940 in Berlin; † 28. Mai 2022) war ein deutscher Opernsänger (Bass).

## Leben
Von Halem wuchs in Portugal und Italien als Sohn des deutschen Diplomaten Gustav Adolph von Halem und der Viktoria Margarethe von Dörnberg auf.
Sein erstes bedeutendes Engagement hatte er durch Herbert von Karajan an der Deutschen Oper in West-Berlin, wo er von 1965 bis 1995 festes Ensemblemitglied war. Mit von Karajan arbeitete er daraufhin in Produktionen und Aufnahmen bei den Salzburger Festspielen. Er wirkte mit an der 1980 für den Grammy nominierten Parsifal-Aufnahme unter von Karajan und erhielt 1992 den „Premio Pegasus“ für sein Debüt in Die Meistersinger von Nürnberg beim Festival dei Due Mondi in Spoleto.
Von Halem hat an den meisten der großen Opernhäuser und Festivals gesungen. Sein Opernrepertoire umfasste mehr als hundert Rollen.
In den Jahren 2008 bis 2012 sang er u. a. in  Yvonne, princesse de Bourgogne (Philippe Boesmans),  Don Giovanni, Don Carlos,  Lucio Silla, Palestrina,  Parsifal, Saint François d’Assise (Olivier Messiaen),  Lulu und Die Liebe zu den drei Orangen.
2016 verlieh ihm der Senat von Berlin den Ehrentitel „Berliner Kammersänger“.
Von Halem starb nach langer Krankheit im Alter von 82 Jahren. Er hinterließ seine Ehefrau Gabriele Renner sowie zwei gemeinsame Kinder, eine Tochter und einen Sohn.